# Bazi nagy francia lagzik 3.
A Bazi nagy francia lagzik 3. (eredeti cím: Qu'est-ce qu'on a tous fait au Bon Dieu ?) 2021-ben bemutatott francia filmvígjáték Philippe de Chauveron rendezésében. A film a Bazi nagy francia lagzik-filmsorozat harmadik és egyben utolsó része. A főszerepben Christian Clavier és Chantal Lauby látható.

## Rövid történet
Claude és Marie nehezen viselik első három lányuk házasságát különböző származású és vallású férfiakkal. Utolsó reményük a negyedik, legfiatalabb lányukban van, aki kijelenti, hogy a vőlegénye katolikus.

## Szereplők
- Christian Clavier: Claude Verneuil
- Chantal Lauby: Marie Verneuil
- Ary Abittan: David Benichou
- Alice David: Odile Verneuil-Benichou
- Medi Sadoun: Rachid Benassem
- Frédérique Bel: Isabelle Verneuil-Benassem
- Frédéric Chau: Chao Ling
- Émilie Caen: Ségolène Verneuil-Ling
- Noom Diawara: Charles Koffi
- Élodie Fontan: Laure Verneuil-Koffi
- Pascal Nzonzi: André Koffi
- Tatiana Rojo: Viviane Koffi
- Salimata Kamate: Madeleine Koffi
- Daniel Russo: Isaac Benichou, David apja
- Nanou Garcia: Sarah Benichou, David édesanyja
- Abbes Zahmani: Mohamed Benassem, Rachid apja
- Farida Ouchani: Moktaria Benassem, Rachid édesanyja
- Bing Yin: Dong Ling, Chao apja
- Li Heling: Xhu Ling, Chao édesanyja
- Loïc Legendre: a pap
- Jochen Hägele: Helmut
- Marie-Hélène Lentini: Guylaine Monfau, a saumuri színház igazgatója
- Arnaud Henriet: Erwan
- Jean-Luc Porraz: Jean-Raymond Girard alezredes

## Megjelenés
A film premierje 2021. december 21-én volt Cherbourg-en-Cotentin-ban. Belgiumban és Franciaországban 2022. április 6-án mutatták be.

## Fogadtatás
A film negatív kritikákat kapott. A La Libre Belgique "elcsépeltnek" nevezte. A Cinéman.ch oldal kritikusa, Laurine Chiarini 2 pontot adott a filmre a maximális ötből.